# Parafia Narodzenia Matki Bożej w Mahopac
Parafia Narodzenia Matki Bożej – jedna z parafii eparchii wschodnioamerykańskiej i nowojorskiej Rosyjskiego Kościoła Prawosławnego poza granicami Rosji, z siedzibą w Mahopac.
Do parafii należy kompleks Nowej Pustelni Korzennej – dawnego skitu założonego w 1948 przez biskupa Serafina (Iwanowa). Według danych z 2010 skit nie był zamieszkiwany przez mnichów. Jedynie jego cerkiew pod wezwaniem Narodzenia Matki Bożej działała jako parafialna.
Językiem liturgicznym parafii jest cerkiewnosłowiański, z możliwością tłumaczenia nabożeństwa na język angielski.